# ITF Women's Circuit Delray Beach 1997
L'ITF Women's Circuit Delray Beach 1997 è stato un torneo di tennis facente parte della categoria ITF Women's Circuit nell'ambito dell'ITF Women's Circuit 1997. Il montepremi del torneo era di $10 000 e si è svolto nella settimana tra il 6 gennaio e il 12 gennaio 1997 su campi in cemento. Il torneo si è giocato a Delray Beach negli Stati Uniti.

## Vincitori

### Singolare
Stephanie Mabry ha sconfitto in finale  Kristina Triska con il punteggio di 6–3, 6–1.

### Doppio
Cara Black /  Irina Seljutina hanno sconfitto in finale  Brie Rippner /  Paige Yaroshuk con il punteggio di 6–3, 6–3.